# Max Roach
Max Roach (Maxwell Lemuel Roach, New Land, del Condado de Pasquotank, de Carolina del Norte, 10 de enero de 1924 - Nueva York, 16 de agosto de 2007) fue un baterista estadounidense de jazz y compositor. Es considerado uno de los bateristas más importantes de la historia. Formó parte del histórico quinteto de Charlie Parker y Dizzy Gillespie.

## Biografía
Interesado por el jazz desde muy temprana edad, y fruto de la fascinación que le produce la escucha de big bands y una orquesta sinfónica que actuaba los domingos en una sala próxima a su casa, toma la determinación de matricularse en el Manhattan Conservatory of Music, del que en 1942 se diploma en percusión. 

Sonny Greer en 1943

A los 16 años sustituye a Sonny Greer (1895 - 1982) en un concierto de la orquesta de Duke Ellington, proeza que repite en circunstancias similares en la orquesta de Count Basie. 
A partir de 1942 trabaja en los clubes de la Calle 52, donde en esos momentos estaba surgiendo el bebop. Influido por Kenny Clarke, se convierte muy pronto en uno de los bateristas preferidos de Charlie Parker y Dizzy Gillespie, ambos líderes del movimiento bebop.
En 1944, contratado por Gillespie, quien forma un quinteto, graba por primera vez con esta formación, ampliada por Coleman Hawkins.
De regreso a Nueva York, interviene en grabaciones de Parker que pronto serán históricas. 
En otoño de 1945 graba las famosas canciones "Billie´s Bounce" y "Now´s The Time", con Parker y Gillespie, a quien acaba de unirse el joven Miles Davis. Justamente es con Davis, en enero de 1949, que interviene en las sesiones que marcarían el nacimiento del jazz cool. A partir de 1950 graba de nuevo junto a Parker y en 1952, junto a Thelonious Monk. Ese mismo año crea con Charles Mingus una pequeña compañía discográfica, la cual en mayo de 1953 edita la grabación del famoso concierto de Toronto que reúne a Parker, Gillespie, Bud Powell, Mingus y Roach. 
En mayo de 1954, codirige con Clifford Brown, un quinteto de hard bop que se impone rápidamente como prototipo de este estilo. Por este grupo pasan músicos como: Harold Land, Sonny Rollins, Richie Powell, Teddy Edwards y luego tras la muerte de Clifford Brown en 1956, le reemplaza por Kenny Dorham. Continua colaborando con otros músicos como Mingus, Sonny Rollins, T. Monk. En julio de 1958 reemplaza a Dorham por el joven trompetista Booker Little. 
Muy sensibilizado con la lucha de los negros, intensificadas a lo largo de ese mismo período, introduce en su arte una dimensión deliberadamente política y abre las puertas a la voz de Abbey Lincoln, quien, más tarde, se convertiría en su esposa. En octubre de 1961, la muerte de Booker Little, le priva, nuevamente, de un compañero excepcional.

"Cualquiera puede adquirir la técnica, pero el verdadero reto es traer a este mundo un signo de individualidad y de identificación"
Max Roach, Cuadernos de Jazz julio/agosto de 1999

En 1985, participa junto a otros músicos, del concierto-manifiesto en favor de la liberación del líder sudafricano Nelson Mandela.

## Muerte
Max Roach murió en la madrugada del 16 de agosto de 2007, en Manhattan. Le sobrevivieron cinco hijos: Daryl, Raoul, Maxine, Ayo y Dara. Más de 1,900 personas asistieron a su funeral en la Iglesia Riverside en Manhattan, Nueva York, el 24 de agosto de 2007. Max Roach fue enterrado en el Cementerio de Woodlawn, Bronx, Ciudad de Nueva York .

## Discografía

### Como líder
- 1953 : The Max Roach Quartet featuring Hank Mobley (Debut)
- 1956 : Max Roach + 4 (EmArcy)
- 1957 : Jazz in 3/4 Time (EmArcy)
- 1957 : The Max Roach 4 Plays Charlie Parker (EmArcy)
- 1958 : MAX (Argo)
- 1958 : Max Roach + 4 on the Chicago Scene (Mercury)
- 1958 : Max Roach/Art Blakey (with Art Blakey)
- 1958 : Max Roach + 4 at Newport (EmArcy)
- 1958 : Max Roach with the Boston Percussion Ensemble (EmArcy)
- 1958 : Deeds, Not Words (Riverside) – also released as Conversation
- 1958 : Award-Winning Drummer (Time) – also released as Max Roach
- 1958 : Max Roach/Bud Shank – Sessions with Bud Shank
- 1958 : The Defiant Ones – with Booker Little
- 1959 : The Many Sides of Max (Mercury)
- 1959 : Rich Versus Roach (Mercury) – with Buddy Rich
- 1959 : Quiet as It's Kept (Mercury)
- 1959 : Moon Faced and Starry Eyed (Mercury) – with Abbey Lincoln
- 1959 : Max Roach (Time) with Booker Little
- 1960 : Long as You're Living (Enja) – released 1984
- 1960 : Parisian Sketches (Mercury)
- 1960 : We Insist! (Candid)
- 1961 : Percussion Bitter Sweet (Impulse!) – with Mal Waldron
- 1962 : It's Time (Impulse!) – with Mal Waldron
- 1962 : Speak, Brother, Speak! (Fantasy)
- 1964 : The Max Roach Trio Featuring the Legendary Hasaan (Atlantic) – with Hasaan Ibn Ali
- 1966 : Drums Unlimited (Atlantic)
- 1968 : Members, Don't Git Weary (Atlantic)
- 1971 : Lift Every Voice and Sing (Atlantic) – with the J.C. White Singers
- 1976 : Force: Sweet Mao–Suid Afrika '76 (dúo con Archie Shepp)
- 1976 : Nommo (Victor)
- 1977 : Max Roach Quartet Live in Tokyo (Denon)
- 1977 : The Loadstar (Horo)
- 1977 : Max Roach Quartet Live In Amsterdam – It's Time (Baystate)
- 1977 : Solos (Baystate)
- 1977 : Streams of Consciousness (Baystate) – dúo con Dollar Brand
- 1978 : Confirmation (Fluid)
- 1978 : Birth and Rebirth – dúo con Anthony Braxton (Black Saint)
- 1979 : The Long March – dúo con Archie Shepp (Hathut)
- 1979 : Historic Concerts – dúo con Cecil Taylor (Black Saint)
- 1979 : One in Two – Two in One – dúo con Anthony Braxton (Hathut)
- 1979 : Pictures in a Frame (Soul Note)
- 1980 : Chattahoochee Red (Columbia)
- 1982 : Swish – dúo con Connie Crothers (New Artists)
- 1982 : In the Light (Soul Note)
- 1983 : Live at Vielharmonie (Soul Note)
- 1984 : Scott Free (Soul Note)
- 1984 : It's Christmas Again (Soul Note)
- 1984 : Survivors (Soul Note)
- 1985 : Easy Winners (Soul Note)
- 1986 : Bright Moments (Soul Note)
- 1989 : Max + Dizzy: Paris 1989 – dúo con Dizzy Gillespie (A&M)
- 1989 : Homage to Charlie Parker (A&M)
- 1991 : To the Max! (Enja)
- 1995 : Max Roach with the New Orchestra of Boston and the So What Brass Quintet (Blue Note Records)
- 1999 : Beijing Trio (Asian Improv)
- 2002 : Friendship – (with Clark Terry) (Columbia)

### Compilaciones
- Alone Together: The Best of the Mercury Years (Verve, 1954–60 [1995])

### Como colíder
Con Clifford Brown
- 1954: Best Coast Jazz (Emarcy)
- 1954: Clifford Brown All Stars (Emarcy, [released 1956])
- 1954: Jam Session (EmArcy, 1954) – with Maynard Ferguson and Clark Terry
- 1954 : Brown and Roach Incorporated (EmArcy)
- 1954 : Daahoud (Mainstream) – released 1973
- 1955 : Clifford Brown with Strings (EmArcy)
- 1954–55 : Clifford Brown and Max Roach (EmArcy)
- 1955 : Study in Brown (EmArcy)
- 1954 : More Study in Brown
- 1956 : Clifford Brown and Max Roach at Basin Street (EmArcy)
- 1979 : Live at the Bee Hive (Columbia)

Con M'Boom
- 1973 : Re: Percussion (Strata-East)
- 1979 : M'Boom (Columbia)
- 1984 : Collage (Soul Note)
- 1992 : Live at S.O.B.'s New York (Blue Moon)

### Como sideman
Con Chet Baker
- Witch Doctor (Contemporary, 1953 [1985])

Con Don Byas
- Savoy Jam Party (1946)

Con Jimmy Cleveland
- Introducing Jimmy Cleveland and His All Stars (EmArcy, 1955)

Con Al Cohn
- Al Cohn's Tones (Savoy, 1953 [1956])

Con Miles Davis
- Birth of the Cool (Capitol, 1949)
- Conception (Prestige, 1951)

Con John Dennis
- New Piano Expressions (1955)

Con Kenny Dorham
- Jazz Contrasts (Riverside, 1957)

Con Billy Eckstine
- The Metronome All Stars (1953)

Con Duke Ellington
- Paris Blues (United Artists, 1961)
- Money Jungle (United Artists, 1962) – with Charles Mingus

Con Maynard Ferguson
- Jam Session featuring Maynard Ferguson (EmArcy, 1954)

Con Dizzy Gillespie
- Diz and Getz (Verve, 1953) – with Stan Getz
- The Bop Session (Sonet, 1975) – with Sonny Stitt, John Lewis, Hank Jones and Percy Heath

Con Stan Getz
- Opus BeBop (1946)
- Stan Getz and the Cool Sounds (Verve 1953 55, [1957])

Con Benny Golson
- The Modern Touch (Riverside, 1957)

Con Johnny Griffin
- Introducing Johnny Griffin (Blue Note, 1956)

Con Slide Hampton
- Drum Suite (Epic, 1962)

Con Coleman Hawkins
- Rainbow Mist (1944)
- Coleman Hawkins and His All Stars (1944)
- Body and Soul (1946)

Con Joe Holiday
- Mambo Jazz (1953)

Con J.J. Johnson
- Mad Be Bop (1946)
- First Place (Columbia, 1957)

Con Thad Jones
- The Magnificent Thad Jones (Blue Note, 1956)

Con Abbey Lincoln
- That's Him! (Riverside, 1957)
- Straight Ahead (Riverside, 1961)

Con Booker Little
- Out Front (Candid, 1961)

Con Howard McGhee
- The McGhee–Navarro Sextet (1950)

Con Gil Melle
- New Faces, New Sounds (Blue Note, 1952)

Con Charles Mingus
- The Charles Mingus Quintet & Max Roach (Debut, 1955)

Con Thelonious Monk
- The Complete Genius (Blue Note, 1952)
- Brilliant Corners (Riverside, 1956)

Con Herbie Nichols
- Herbie Nichols Trio (Blue Note, 1955)

Con Charlie Parker
- Town Hall, New York, June 22, 1945 (1945) – with Dizzy Gillespie
- The Complete Savoy Studio Recordings (1945 48)
- Lullaby in Rhythm (1947)
- Charlie Parker on Dial (Dial, 1947)
- The Band that Never Was (1948)
- Bird on 52nd Street (1948)
- Bird at the Roost (1948)
- Charlie Parker Complete Sessions on Verve (Verve, 1949 53)
- Charlie Parker in France (1949)
- Live at Rockland Palace (1952)
- Yardbird: DC–53 (1953)
- Big Band (Clef, 1954)

Con Oscar Pettiford
- Oscar Pettiford Sextet (Vogue, 1954)

Con Bud Powell
- The Bud Powell Trip (1947)
- The Amazing Bud Powell (Blue Note, 1951)

Con Sonny Rollins
- Work Time (Prestige, 1955)
- Sonny Rollins Plus 4 (Prestige, 1956)
- Tour de Force (Prestige, 1956)
- Rollins Plays for Bird (Prestige, 1956)
- Saxophone Colossus (Prestige, 1956)
- Freedom Suite (Riverside, 1958)
- Stuttgart 1963 Concert (1963)

Con A. K. Salim
- Pretty for the People (Savoy, 1957)

Con Hazel Scott
- Relaxed Piano Moods (1955)

Con Sonny Stitt
- Sonny Stitt/Bud Powell/J. J. Johnson (Prestige, 1956)

Con Stanley Turrentine
- Stan "The Man" Turrentine (Time, 1960 [1963])

Con Tommy Turrentine
- Tommy Turrentine (1960)

Con George Wallington
- The George Wallington Trip and Septet (1951)

Con Dinah Washington
- Dinah Jams (EmArcy, 1954)

Con Randy Weston
- Uhuru Afrika (Roulette, 1960)

Con Joe Wilder
- The Music of George Gershwin: I Sing of Thee (1956)